# Cyclophora ianthinarium
Cyclophora ianthinarium är en fjärilsart som beskrevs av Hans Ferdinand Emil Julius Stichel 1901. Cyclophora ianthinarium ingår i släktet Cyclophora och familjen mätare. Inga underarter finns listade i Catalogue of Life.